# Port Republic (Virginia)
Port Republic es un lugar designado por el censo ubicado en el condado de Rockingham  en el estado estadounidense de Virginia. En el Censo de 2020 tenía una población de 408 habitantes y una densidad poblacional de 68,69 habitantes por km². Fue incluido como CDP en el censo de 2020.

## Geografía
Port Republic se encuentra ubicado en las coordenadas 38°17′21″N 78°48′8″O / 38.28917, -78.80222.Según la Oficina del Censo de los Estados Unidos,  tiene una superficie total de 5,94 km², de la cual 5,79 km² corresponden a tierra firme y 0,15 km² a agua.